# Dirt (Alice in Chains)
Dirt  è il secondo album in studio della rock band americana Alice in Chains. È stato pubblicato il 25 settembre 1992 dalla Columbia Records. Raggiungendo il numero 6 nella classifica Billboard 200, l'album ha ricevuto il plauso della critica. Da allora è stato certificato quintuplo platino dalla Recording Industry Association of America (RIAA), rendendo Dirt l'album più venduto della band fino ad oggi. È stato l'ultimo album della band registrato con tutti e quattro i membri originali, poiché il bassista Mike Starr fu licenziato nel gennaio 1993 durante il tour per supportare l'album.
L'album ha generato cinque singoli: "Would?", "Them Bones", "Angry Chair", "Rooster" e "Down in a Hole", tutti accompagnati da video musicali. Dirt è stato nominato per un Grammy Award per la migliore performance hard rock. Il video musicale di "Would?" è stato nominato per un MTV Video Music Award come miglior video da un film, poiché la canzone è stata inclusa nella colonna sonora del film Singles di Cameron Crowe del 1992.
I testi dell'album presentano argomenti oscuri, concentrandosi principalmente su depressione, dolore, rabbia, comportamento antisociale, relazioni, dipendenza dalla droga (principalmente eroina), guerra, morte e altri argomenti carichi di emotività. La traccia "Iron Gland" presenta Tom Araya degli Slayer alla voce. La maggior parte della musica dell'album è stata scritta dal chitarrista Jerry Cantrell, ma per la prima volta il cantante Layne Staley ha scritto due canzoni da solo ("Hate to Feel" e "Angry Chair"), entrambe con Staley alla chitarra.
Retrospettivamente, l'album ha continuato a ricevere consensi, con Rolling Stone che ha posizionato l'album al numero 26 nella lista dei "100 migliori album metal di tutti i tempi". Dirt è stato incluso nel libro del 2005 1001 album che devi ascoltare prima di morire. È stato votato "Kerrang! Critic's Choice Album of the Year". Guitar World ha nominato Dirt il miglior album di chitarra del 1992. Loudwire lo ha definito uno dei migliori album metal degli anni '90 e Rolling Stone lo ha classificato al sesto posto nella lista dei "50 Greatest Grunge Albums" nel 2019.

## Descrizione
Considerato il lavoro più rilevante del gruppo nonché uno dei migliori del periodo d'oro del grunge, l'album fu realizzato quando il cantante Layne Staley era ormai totalmente dipendente dall'eroina: le atmosfere cupe e i testi influenzati dalla dipendenza, tuttavia, trovarono un enorme riscontro nel pubblico dell'epoca e il disco arrivò al sesto posto nella classifica dei duecento più venduti stilata da Billboard. È inoltre l'ultimo lavoro in cui compare il bassista originario Mike Starr, che sarà sostituito da Mike Inez.
Le canzoni Sickman, Junkhead e Dirt sono basate sulla tossicodipendenza di Staley, mentre Rooster è basata sull'esperienza nella guerra del Vietnam del padre del chitarrista Jerry Cantrell (il titolo era il nomignolo con il quale veniva chiamato durante il conflitto). Il pezzo Untitled (Iron Gland), composto da un insieme di rumori accompagnati da un urlo, vede la partecipazione del cantante degli Slayer Tom Araya: l'amicizia tra i due gruppi nacque durante il Clash of the Titans del 1990 e quando Cantrell chiese ad Araya di eseguire un urlo tipico degli Slayer da inserire nell'album lui accettò con piacere. La frase pronunciata è "I'm Iron Gland!".
Dall'album vennero estratti cinque singoli (Would?, Them Bones, Angry Chair, Rooster e Down in a Hole) e dal punto di vista stilistico segna l'abbandono delle sonorità del precedente Facelift (caratterizzato da influenze dell'heavy metal classico e dell'hard rock) per accostarsi ad uno stile più cupo, malinconico e lento di influenza sludge metal e stoner metal.
La copertina, voluta dalla band, raffigura una ragazza nuda immersa nel fango in una landa desertica. È stata realizzata dalla designer e creativa Mary Maurer e dal fotografo e regista Rocky Schenck, che ha fatto allestire il set nel proprio studio. La protagonista, scelta dalla band stessa dopo un casting fotografico, è una giovane attrice teatrale che cercava di farsi spazio in televisione e nel cinema, Mariah O'Brien, che aveva da poco posato per la copertina di un singolo degli Spinal Tap. Lo shooting, alla presenza del batterista Sean Kinney, ebbe luogo domenica 14 giugno 1992 e durò circa otto ore.

## Accoglienza
Dirt è stato inserito all'ottavo posto nella lista dei cinquanta album più influenti di tutti i tempi stilata dalla rivista Kerrang! nel 2003; la stessa testata lo ha piazzato al primo posto nella classifica dei migliori album del 1992.
È stato inoltre classificato al quinto posto come miglior album degli ultimi due decenni da Close-Up ed è stato incluso nel libro 1001 Albums You Must Hear Before You Die del 2005.
Nel giugno 2017 Rolling Stone ha collocato l'album alla ventiseiesima posizione nella classifica dei cento migliori album metal di tutti i tempi.

## Tracce
1. Them Bones – 2:30 (Jerry Cantrell)
2. Dam That River – 3:09 (Jerry Cantrell)
3. Rain When I Die – 6:01 (testo: Jerry Cantrell, Layne Staley – musica: Jerry Cantrell, Sean Kinney, Mike Starr)
4. Sickman – 5:29 (testo: Layne Staley – musica: Jerry Cantrell)
5. Rooster – 6:15 (Jerry Cantrell)
6. Junkhead – 5:09 (testo: Layne Staley – musica: Jerry Cantrell)
7. Dirt – 5:16 (testo: Layne Staley – musica: Jerry Cantrell)
8. God Smack – 3:50 (testo: Layne Staley – musica: Jerry Cantrell)
9. Iron Gland – 0:43 – voce di Tom Araya
10. Hate to Feel – 5:16 (Layne Staley)
11. Angry Chair – 4:47 (Layne Staley)
12. Down in a Hole – 5:38 (Jerry Cantrell)
13. Would? – 3:27 (Jerry Cantrell)

- In alcune stampe del disco, nonché sulle piattaforme digitali, la traccia Down in a Hole è posizionata fra Rain When I Die e Sickman.[10][11][12][13]
- Il breve brano Iron Gland, non è riportato nella tracklist sulla copertina dell'album, pertanto le tracce che seguono occupano in realtà la posizione successiva rispetto a quella segnalata graficamente.

## Formazione
- Layne Staley - voce e chitarra in Hate to Feel e Angry Chair
- Jerry Cantrell - chitarra e voce
- Mike Starr - basso
- Sean Kinney - batteria

Altri musicisti
- Tom Araya - voce in Untitled (Iron Gland)

## Classifiche
| Classifica (1992/93) | Posizione massima |
| -------------------- | ----------------- |
| Australia            | 13                |
| Canada               | 25                |
| Finlandia            | 11                |
| Germania             | 37                |
| Norvegia             | 15                |
| Nuova Zelanda        | 36                |
| Paesi Bassi          | 17                |
| Regno Unito          | 42                |
| Stati Uniti          | 6                 |
| Svezia               | 11                |